# (180731) 2004 JW35
(180731) 2004 JW35 — астероїд головного поясу, відкритий 13 травня 2004 року.
Тіссеранів параметр щодо Юпітера — 3,323.